# Stockholmsbörsen
Nasdaq Stockholm, ofta kallad Stockholmsbörsen, är en marknadsplats för handel med värdepapper. Förutom aktier handlas även till exempel obligationer, förlagsbevis, börshandlade fonder, warranter, optioner och terminer. Marknadsplatsen är en reglerad marknad.
Stockholmsbörsen drivs som ett privat aktiebolag, Nasdaq Stockholm AB, och ingår sedan 2008 i Nasdaq, Inc. Aktien i detta företag är noterad på Nasdaqbörsen i USA. Nasdaq driver även börserna i Helsingfors, Köpenhamn, Reykjavik, Tallinn, Riga och Vilnius under det gemensamma namnet Nasdaq Nordic.

## Historik

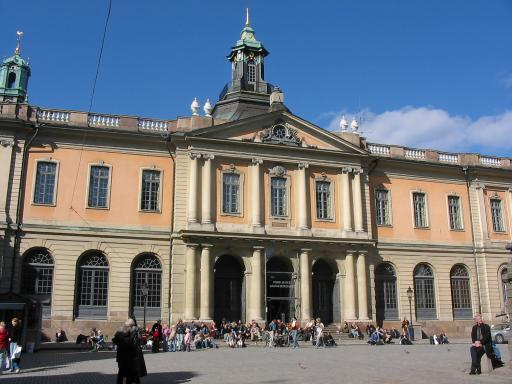
Stockholmsbörsen hade länge sina lokaler i Börshuset vid Stortorget i Stockholm.

Redan under slutet av 1600-talet fungerade Stortorget i Gamla stan i Stockholm som en marknadsplats för handel med en mängd olika varor. På 1760-talet bestämde stadens borgare och handelsmän att ett börshus skulle byggas och 1778 stod Börshuset klart. Under slutet av 1700-talet och första hälften av 1800-talet var dock börsen en marknadsplats för betydligt fler varor än dagens värdepapper. En timme varje eftermiddag samlades stadens bankirer, köpmän, handelsmän och borgare för att göra affärer med varandra. Då handlades det i växlar, sjöförsäkringar och varukontrakt. Affärerna förmedlades av mäklare som staden hade utsett. Dessa var specialiserade på olika områden, exempelvis växlar och reverser, spannmål och brännvin eller specerier.
Handel förekom även i fondpapper (aktier som handlas på värdepappersmarknaden), om än i begränsad omfattning.
De första diskussionerna om att använda aktiebolagsformen i Sverige inleddes under liberaliseringsreformerna åren 1848–1864, och ledde till att Riksdagen 1847–1848 den 6 oktober 1848 antog Sveriges första aktiebolagslag. Bolagsformen drevs fram som en effekt av industrialiseringen av Sverige. De viktigaste elementen var att aktieägarna inte hade något personligt ansvar för bolagets verksamhet, och att bolagen ålades att hålla en årlig bolagsstämma där verksamhet och ekonomi redovisades.
Under större delen av 1850-talet fanns bara tio noterade värdepapper. Fyra av dem var obligationer och sex var aktier. En av stadsmäklarna, C.G. Hierzéel, skrev till Stockholms Handelsförening och begärde att få tillstånd att bedriva en fondbörs med ”fondpapper, lottbref, obligationer och actier”.

### 1860 till 1990
Den första fondbörsauktionen i börshuset hölls den 4 februari 1863. Denna dag räknas som den officiella tillkomsten av Stockholms Fondbörs. Fram till sekelskiftet ökade omsättningen stadigt men sättet handeln sköttes på var inte effektivt, vilket bland annat berodde på att två stadsmäklare nära nog hade skaffat sig monopol på handeln.
Efter en utredning om förbättringar gjorde börsen en nystart den 1 oktober 1901. Efter mönster från Köpenhamn infördes ett uppropssystem, verkställt av en fondbörsledare. Denne ropade i tur och ordning upp de noterade pappren, och mäklarna fick lägga in köp-, respektive säljkurser för vart och ett. Inte förrän 1907 blev det ordentlig fart på affärerna. Fram till dess hade nämligen antalet börsmedlemmar bara varit fem, beroende på att affärsbankerna hölls utanför. När de tilläts bli medlemmar ökade antalet börsmedlemmar i ett slag till 20.
En viktig faktor för börsens utveckling var telefonens genombrott. I och med införandet av telefonen behövde spekulanter personligen inte vara på plats i Börshuset utan kunde istället snabbt agera via ombud. 1917 nåddes på detta sätt 150 mottagare runt om i landet av information från börsen och antalet aktörer på börsen ökade kraftigt samtidigt som allt större summor placerades i aktier.
År 1929 ledde den ekonomiska situationen i världen till en kraftig och världsomspännande börsnedgång. En effekt av börskraschen blev slutet för den svenska finansmannen Ivar Kreugers imperium 1932, då en av världens mäktigaste finansmän. Börsen återhämtade sig därefter inte förrän på 1950-talet.
År 1979 fick Stockholms Fondbörs formellt monopol på börshandel i Sverige efter beslut från regeringen Ullsten: det blev förbjudet att bedriva aktiehandel i Sverige utanför Stockholms fondbörs. Paradoxalt nog infört av den borgerliga regeringen och mer eller mindre samtidigt med att nya politiska vindar började blåsa i rakt motsatt riktning. Under 1980-talet steg omsättningen mycket kraftigt och börsen utsattes för starka omvandlingskrafter. 1985 tillsattes Bengt Rydén som börschef och under hans ledning inleddes modernisering av börsens organisation och arbetssätt. Processen ledde fram till börsens bolagisering och privatisering under 1990-talet.
I juni 1989 började det första elektroniska handelssystemet, SAX, att användas för handel i sex av börsens bolag. Året därpå hade handeln i samtliga aktier på Stockholms Fondbörs gått över till att använda SAX-systemet.

### 1990- och 2000-talet

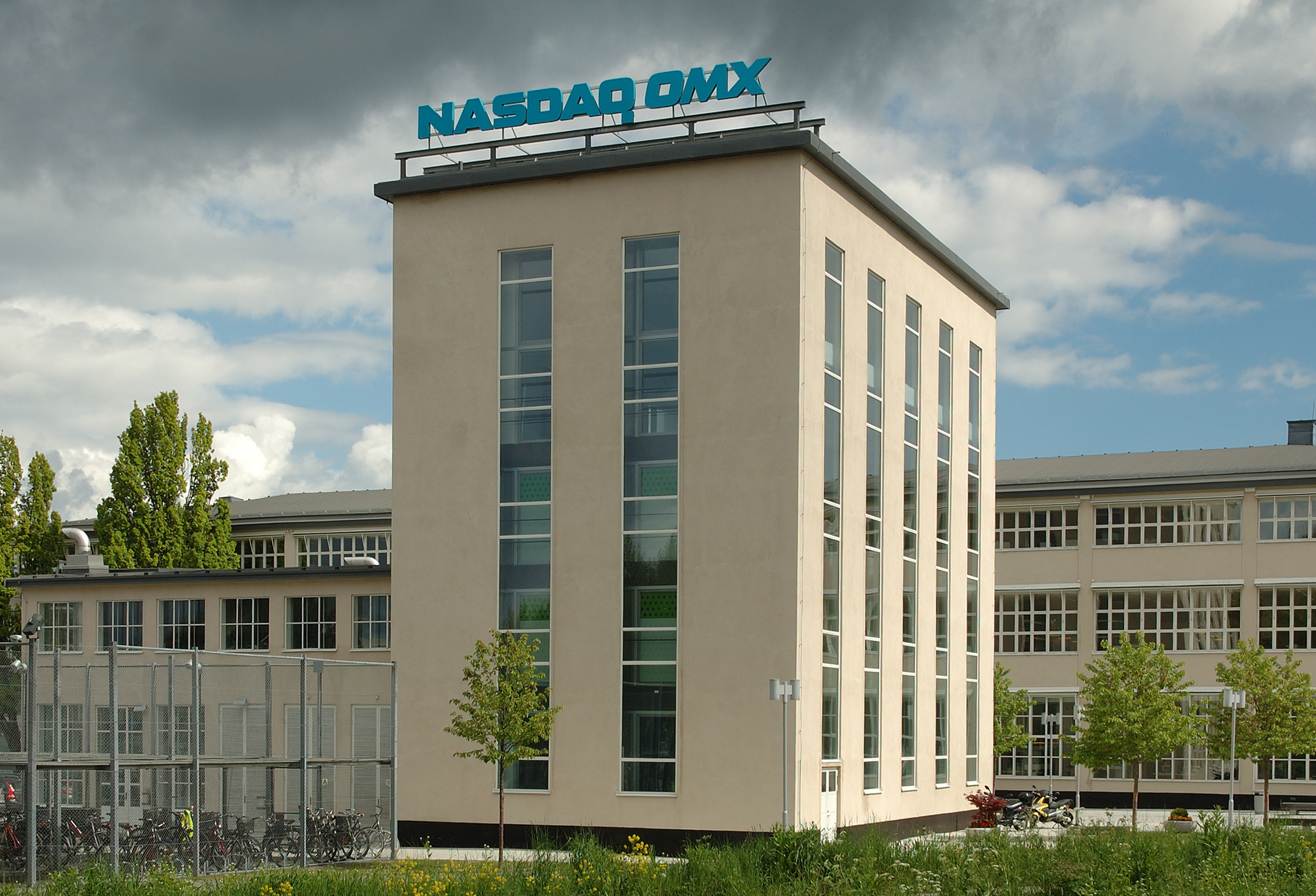
Pannhuset, i Frihamnen i Stockholm, dit Stockholmsbörsen flyttade 2003.

År 1992 lade regeringen Carl Bildt en proposition till riksdagen om en ny börslagstiftning med ursprung i Värdepappersmarknadskommittén och Optionsutredningen. Denna tog bort stämpelskatten ("valpskatten") på aktiehandel, tillät blankning och tog bort Stockholmsbörsens monopol på börsverksamhet. Den huvudsakliga motivationen till den nya börslagen var harmonisering av lagen till direktiv från Europeiska gemenskapen (EG), nuvarande Europeiska unionen.
År 1993 bolagiserades Stockholmsbörsen, och var då den första börsen i världen som omvandlades från en ekonomisk förening till ett vinstdrivande företag. Detta skedde till följd av att finansmarknaden i Sverige och Europa avreglerades bland annat genom europeiska unionens investeringsdirektiv år 1992. I och med att andra aktörer fick handla med aktier utsattes Stockholmsbörsen för konkurrens från andra handelsplatser för aktier, samt från börser i andra länder. Genom att omvandla börsen från en ekonomisk förening där varje medlem hade en röst fick ägarna med en aktiebolagsform rösträtt i proportion till hur stor del av börsen de ägde.
I början av 1998 förvärvades Stockholms Fondbörs av OM. OM hade sedan 1985 drivit en börs för standardiserade optioner och andra derivat. I juli 1999 slogs de två bolagen för börsverksamheterna ihop juridiskt till OM Stockholmsbörsen AB och aktiehandeln integrerades med derivathandeln. Under 1999 gick Stockholmsbörsen också över till att använda OM:s handelssystem, SAXESS, och börsalliansen Norex etablerades. Inledningsvis var bara Stockholmsbörsen och Köpenhamnsbörsen medlemmar i Norex, men senare anslöt även Islands börs, Oslobörsen, Helsingforsbörsen och de tre baltiska börserna. Norex-alliansen var verksam fram till slutet av 2009.
I april 2001 bytte OM Stockholmsbörsen namn till bara Stockholmsbörsen. År 2003 förvärvade OM det finska bolaget HEX Plc som ägde Helsingforsbörsen samt börserna i Estland och Lettland. Efter samgåendet blev namnet på koncernens moderbolag initialt OM HEX AB, men det ändrades senare till OMX AB. Därefter följde förvärv av börsen i Litauen år 2004, Köpenhamnsbörsen år 2005 och Islands börs år 2006.
I juli 2007 ändrades det juridiska namnet på Stockholmsbörsen AB till OMX Nordic Exchange Stockholm AB och på svenska i dagligt tal använde OMX benämningen Nordiska Börsen i Stockholm. Under 2007 meddelade Nasdaq och OMX att de ingått avtal om ett samgående som senare slutfördes i februari 2008. Namnet på OMX Nordic Exchange Stockholm AB ändrades därefter till Nasdaq OMX Stockholm AB. I februari 2010 bytte Stockholmsbörsen och de övriga nordiska och baltiska Nasdaq OMX-börserna handelssystem för aktiehandeln från SAXESS till Nasdaqs INET-system. Under 2014 tog Nasdaq bort OMX från börsnamnen och Nasdaq OMX Stockholm blev Nasdaq Stockholm.

## Börsindex
I media rapporteras ofta hur utvecklingen på Stockholmsbörsen varit under dagen. Man syftar då på hur något av Stockholmsbörsens olika index har utvecklats. Utvecklingen anges i procent jämfört med föregående börsdag eller senaste årsskifte. Exempel på aktieindex som beskriver utvecklingen på Stockholmsbörsen är:
- Affärsvärldens generalindex (OMXAFGX, tidigare AFGX)
- OMX Stockholm (OMXSPI, OMXSGI)
- OMX Stockholm 30 (OMXS30, OMXS30GI)

## Börsmedlemmar
All handel på Stockholmsbörsen sker genom börsens medlemmar och alla investerare måste gå via någon av dessa medlemmar för att få köpa eller sälja aktier. Börsmedlemmarna består dels av svenska värdepappersinstitut och dels av fjärrmedlemmar, det vill säga utländska företag som bedriver börshandel i Sverige. Stockholmsbörsen hade i april 2025 ett sjuttiotal medlemmar, varav ett femtiotal var fjärrmedlemmar.